# Teritoriální obrana Republiky Slovinsko
Teritoriální obrana Republiky Slovinsko (slovinsky Teritorialna obramba Republike Slovenije či Teritorialna obramba Slovenije; TO RS či TOS, zpravidla jen TO) byla vedle Jugoslávské lidové armády složkou ozbrojených sil Socialistické federativní republiky Jugoslávie (SFRJ) ústavně vymezená jako nejširší forma organizovaného ozbrojeného obecného lidového odporu. TO vznikla v SFRJ po srpnových událostech 1968 v Československu. Od podzimu 1990 byla TO podřízena slovinskému republikovému Předsednictvu. Později, za slovinské války za nezávislost, sehrála TO významnou úlohu, když se ji podařilo efektivně odporovat Jugoslávské lidové armádě (JNA). Účinností nového zákona o obraně se Teritoriální obrana přeměnila v lednu 1995 na Slovinské vojsko (Slovenska vojska).

## Vývoj Teritoriální obrany
V pozdních nočních hodinách 20. srpna 1968 překročila československé státní hranice sovětská, polská, východoněmecká, maďarská a bulharská vojska. Jugoslávská oficiální místa byla do té doby přesvědčena o tom, že situace v Československu bude vyřešena klidně bez vnějších zásahů, a tak je akt pěti států Varšavské smlouvy zaskočil. Josip Broz Tito okamžitě s prvními informacemi o obsazování Československa svolal rozšířené vedení strany, státu a armády na Brioni. K přepravě byla použita všechna dostupná letadla, což dokonce způsobilo, že byl dočasně omezen provoz na jugoslávských vnitrostátních linkách. Jugoslávské vedení se obávalo, že by mohla sovětská akce v budoucnu mířit i proti Jugoslávii. Následně byla přijata koncepce všeobecného lidového odporu a společenské sebeobrany (koncept splošnega ljudskega odpora in družbene samozaščite; SLO in DSZ), která počítala s vytvořením Teritoriálních obran. Nová doktrína přiřkla Teritoriální obraně (TO), jež vedle Jugoslávské lidové armády (JNA) tvořila ozbrojené síly Socialistické federativní republiky Jugoslávie (SFRJ) a jež byla pomocnou silou JNA, strategickou úlohu spočívající v tom, že by právě TO vedla boj v okupovaných územích po stažení jednotek JNA.
Hlavní štáb SLO in DSZ, resp. TO, byl ve Slovinsku ustaven 20. listopadu 1968. Velícím jazykem byla slovinština. Po roce 1974 stáli ve velení TO aktivní důstojníci armády.
Na podzim 1988 se generální štáb JNA přejmenoval na generální štáb ozbrojených sil SFRJ (GŠ OS) a byla připravena nová koncepce, jež měla TO podřídit JNA. Nově došlo k reorganizaci také samotné JNA, když byly dosavadní armády nahrazeny systémem vojenských okruhů, jež nekopírovaly jednotlivé republiky a autonomní oblasti, čímž měla být ztížena možnost republik kontrolovat a zasahovat do činnosti JNA. V roce 1988 byla také TO vyňata z podřízenosti republikovým Předsednictvům a byla podřazena pod svazový sekretariát obrany (svazové ministerstvo obrany), resp. pod 5. armádní okruh se sídlem v Záhřebu. JNA začala také v květnu 1990 slovinskou TO odzbrojovat, avšak díky opatřením předsedy republikového Předsednictva Milana Kučana a republikového tajemníka (ministra) obrany Janeze Janši se podařilo přibližně třicet procent vojenského materiálu slovinské TO před vydáním uchránit.
Odzbrojení slovinské TO mělo za následek vytvoření paralelní ozbrojené složky – Manévrové struktury národní obrany (Manevrska struktura narodne zaščite; MSNZ), na jejímž vzniku se podíleli sekretář obrany Janša, sekretář vnitra Igor Bavčar, Vinko Beznik z milice a Anton Krkovič. Užití konstrukce národní obrany (resp. bezpečnosti) mělo odvést zbytečnou pozornost, neboť se jednalo o v zásadě již právně zakotvenou instituci, jež podléhala republikovému sekretariátu vnitra. Samotné vyzbrojení MSNZ ovšem probíhalo v tajnosti. Velitelem MSNZ byl Anton Krkovič.
Slovinská skupščina 28. září 1990 ústavním dodatkem stanovila, že slovinské republikové Předsednictvo velí TO v míru i za mimořádných situací. Předsednictvo SFRJ prohlásilo 1. října 1990 takové rozhodnutí republikové skupščiny, jakož i ho provádějící akty republikového Předsednictva, za neplatné. Předsednictvo SFRJ se poté obrátilo na Ústavní soud Jugoslávie, jenž však po několika měsících neshledal ústavní dodatky za rozporné s Ústavou SFRJ.
3. října 1990 zrušil sekretář vnitra Bavčar MSNZ a její složky a prostředky podřídil TO. Po dalších jednáních získala TO také výzbroj různých společenských organizací. Jugoslávské vedení vyvíjelo na Slovinsko nátlak: velení TO obsadili vojáci JNA a následně velitel 5. vojenského okruhu JNA vydal příkaz, aby do 28. listopadu vydala slovinská TO zbraně a do 8. prosince předložila seznam branců do JNA.
6. dubna 1991 vstoupil v účinnost zákon o obraně a bezpečnosti (Zakon o obrambi in zaščiti), který reorganizoval TO: v čele se nacházel Republikový štáb Teritoriální obrany, pod nímž bylo 7 oblastních štábů Teritoriální obrany, pod nimiž se celkově nacházelo 27 obvodních štábů TO. 13. května 1991 bylo slovinské Předsednictvo informováno o připravenosti Teritoriální obrany na střet s JNA.
V rámci reorganizace TO vznikla také dvě výcviková střediska (v Pekrách v občině Maribor a v Igu u Lublaně), zde byl pak 15. května 1991 zahájen výcvik slovinských branců povolaných v březnu 1991. 23. května 1991 byli při sledování výcviku v Pekrách zadrženi Teritoriální obranou dva zvědové JNA. Zanedlouho byli propuštěni, avšak JNA v reakci obklíčila výcvikové středisko tanky. Místní vytvořili kolem střediska lidský štít, aby zabránili útoku JNA na zařízení. Následného vyjednávání využila JNA k zadržení dvou velitelů TO. To vyvolalo v Mariboru pobouření a jako protiopatření byl zastaven přívod vody a telefonické spojení do objektů JNA. Při demonstraci v Mariboru 24. května 1991 najel obrněný transportér JNA do skupiny demonstrantů, kteří se jej pokoušeli zastavit, a jednoho z nich – Josefa Šimčika – usmrtil. Ten se tak stal první obětí slovinské války za nezávislost.

## Teritoriální obrana za Desetidenní války
25. června 1991 přijala Skupščina Republiky Slovinsko Základní ústavní listinu o samostatnosti a nezávislosti Republiky Slovinsko, ji provádějící ústavní zákon a Deklaraci nezávislosti. 26. června 1991 prohlásil svazový výkonný výbor (vláda) tyto akty, stejně jako obdobné chorvatské akty, za neplatné. Svazová skupština (parlament) bez zástupců Slovinska a Chorvatska požádala svazový výkonný výbor a JNA o zákrok s cílem obnovit celistvost jugoslávských hranic. 27. června 1991 v 1:15 v noci byla zahájena vojenská akce JNA. Předseda slovinského Předsednictva Milan Kučan označil takové jednání za agresi vůči suverénnímu státu a vyzval slovinské občany k obraně vlasti. Pod vedením republikového sekretáře obrany Janeze Janši zasáhly proti JNA jednotky TO. Těm se podařilo JNA silně paralyzovat: TO zablokovala kasárny JNA, kam přerušila dodávky elektřiny, vody a potravin. Přesuny tankových jednotek JNA byly ztíženy barikádami a blokádou důležitých komunikací.
28. června 1991 bylo do akce nasazeno svazové letectvo, které bombardovalo slovinská letiště, důležité dopravní spoje, telekomunikační stanice a budovy televize a rozhlasu. Při těchto akcích byli usmrceni čtyři příslušníci TO a dva příslušníci milice. Téhož dne dorazila do Slovinska delegace ministerské trojky Evropských společenství. 29. června 1991 přislíbilo slovinské vedení zastavit boje a na devadesát dnů pozastavit účinnost aktů, jimiž se republika osamostatnila. 4. července 1991 byla uzavřena dohoda s JNA o zastavení palby a 7. července válku ukončila Brionská deklarace. Na základě této deklarace byla Teritoriální obrana demobilizována. V průběhu války zahynulo osm příslušníků slovinských ozbrojených sil (TO a milice) a 89 jich bylo zraněno.

## Po osamostatnění
Od osamostatnění Slovinska do účinnosti nové právní úpravy v lednu 1995 plnila slovinská TO funkci ozbrojených sil Republiky Slovinsko. V lednu 1995 nastoupilo na její místo Slovinské vojsko.